# 凱西·奈斯塔特
凱西·歐文·奈斯塔特（英語：Casey Owen Neistat；1981年3月25日—），美國Youtuber、電影製作人、vlogger和社交軟體Beme的創始人，Beme之后被CNN收购。2018年，他创立了一个名为368的创意空间，让创作者互相合作，互相影响。

## 早期生活
凯西出生于美國康乃狄克州盖尔斯费里，他从小受到猶太教改革派思想的影响。17岁那年，他从高中二年级辍学。1998年，17岁的他离开了家庭，与当时的女友罗宾·哈里斯（Robin Harris）生下了一个儿子，名叫欧文（Owen）。17岁到20岁的时候（1998年到2001年），他和哈里斯、欧文住在一个拖车公园里。在这段时间里，他决定搬到纽约。
在搬到纽约市之前，凯西曾在一家海鲜餐厅当过洗碗工，也曾在康乃狄克州米斯蒂克做过快餐厨师。

## 早期电影制作生涯

### 和Tom Sachs一起工作
2001年，凯西和他的兄弟开始与艺术家汤姆·萨克斯合作，制作了一系列关于艺术家雕塑和装置的电影。

### iPod's Dirty Secret
2003年，凯西拍摄了一部名为《iPod的肮脏秘密》（iPod's Dirty Secret）的电影，长度仅为3分钟，该片批评苹果公司没有为其iPod系列产品提供电池更换计划，凯西因此获得了国际关注。这部电影受到了美国全国媒体的关注，并引起了人们对iPod电池更换政策的广泛关注。这部电影于2003年9月20日在网上发布，很快就引起了媒体的关注。《华盛顿邮报》称赞这部电影是“绝妙的叛逆者”（wonderfully renegade）。
苹果公司在2003年11月14日发布了iPod的电池更换政策，并在11月21日宣布延长iPod保修计划。苹果公司发言人娜塔莉·塞奎拉（Natalie Sequeira）否认这部电影和新政策之间有任何联系，并表示在电影发布前几个月就已经在修改政策了。

### Science Experiments
2004年，凯西和他的兄弟制作了一系列为《科学实验》（Science Experiments）的电影，每集15分钟的系列短片记录了各种科学实验。该系列在巴西圣保罗举行的第26届圣保罗双年展上展出。这部作品很受欢迎，被收录在《Creative Time's》中，并在时代广场的松下Astrovision上每59分钟播放一分钟《科学实验》片段。

### The Neistat Brothers
2008年7月，HBO以不到200万美元的价格购买了八集电视剧《奈斯塔特兄弟》（The Neistat Brothers）。该剧由Casey、Van Neistat和Tom Scott制作。独立电影制片人Christine Vachon担任顾问制片人。编剧和导演是Casey和Van，这部剧以第一人称的自传形式讲述了关于兄弟俩生活的故事。该剧于2010年6月4日午夜在HBO首播。
《好莱坞报道》将这对兄弟的魅力、智慧和比作苏斯博士。《华盛顿邮报》的汉克·斯图沃（Hank Stuever）称赞了兄弟俩的生活乐趣。

## YouTube
2010年2月17日，凯西上传了一段关于在纽约地铁车厢中何时应该使用紧急刹车手柄的影片。凯西批评了大都會運輸署没有明确规定何时应该拉紧急刹车手柄。根据影片，只有当列车的运行对生命或肢体构成迫在眉睫的威胁时，才应该使用紧急刹车系统。
2010年2月23日，凯西在Vimeo上发布了一部长度约为6分钟的关于聊天轮盘网站的影片，解释了什么是聊天轮盘网站，它是如何工作的，以及人们为什么使用它。影片中进行了各种实验，结果以定格动画的形式呈现。一项实验发现，人们在聊天轮盘上更有可能与女性交谈。95%的用户对凯西点击了“nexted”，而他的女性朋友Genevieve的“nexted”点击率只有5%。
2011年6月7日，凯西批评了纽约市警察局对在自行车道外骑自行车的人开罚单的做法。在一段名为“Bike Lanes”的影片中，凯西遇到了一名警官，并收到了一张50美元的罚单，因为他没有在自行车道内骑车。
凯西接着接续在自行车道上骑着自行车，撞上了各种各样的障碍物，证明了自行车道并非一直都是最安全的，甚至有时是不可用的。作为回应，《纽约杂志》称凯西是“Bike-Lane Vigilante（自行车道上的治安维持者）”。大多数主流媒体都报道了这部电影。此外，《時代雜誌》将影片“Bike Lanes”列为2011年十大创意影片中的第8位。
2014年，凯西入选New Media Rockstars100强频道，排名第82位。

### Daily vlogs
2015年3月26日，凯西开始每天在YouTube上发布Vlog，他表示他把自己的影片博客看成是一个论坛，而不是一个日记本。2016年1月19日，凯西发布了他的第300个Vlog。尽管在2016年11月至2017年3月期间，凯西停止制作Vlog，转而专注于制作短片。
许多影片都很受欢迎，其中包括2016年1月美国暴风雪期间在纽约街道上滑雪的影片，这段影片在24小时内就在YouTube上获得了650万的点击量。
2016年9月6日，凯西获得了GQ的“新媒体之星”年度风云人物。
自2010年2月15日创建YouTube频道以来，截至2018年7月13日，凯西已经在他的YouTube频道上发布了包括其他电影在内的936个Vlog。2015年8月23日，频道订阅人数达到100万；2016年8月，订阅人数增至400万；2020年5月9日，他的频道已经拥有了1200万订阅用户。

## 个人生活
2005年，凯西和坎迪丝·普尔（Candice Pool）私奔到德克萨斯州休斯顿，这段婚姻持续了大约一个月，最后不欢而散。之后，他与Candice重修旧好，并于2013年2月18日订婚。2013年12月29日，凯西和Candice在南非开普敦的一个犹太式婚礼。他们有两个女儿，弗朗辛（Francine）和乔治（Georgie）。 他把自己的宗教信仰说得很简单:“我们信犹太教……”
他的祖母Louise Neistat（原名Louise Celice Grossman）是一名踢踏舞演员，二战期间是无线电城音乐厅Rockettes的一员。2004年，他拍了一段影片，影片中他的祖母制作了“世界上最伟大的法国吐司（world's greatest french toast）”，并把它送给了他的儿子欧文。2011年10月31日，凯西在YouTube上发布了一个长度约4分钟度关于他祖母的短片。影片开头他问他的祖母还要举行多少次年度踢踏舞表演，然后剪辑了许多新闻剪报从她的一生到她最近的踢踏舞表演，影片重点放在她跳踢踏舞为癌症研究相关慈善机构筹集资金。影片在YouTube官方Twitter发布，并出现在众多新闻和影片网站上，包括赫芬顿邮报。影片发布22天后，路易丝自然死亡，享年92岁，凯西发布了讣告和悼词。
2019年5月10日，凯西在一段名为“我要永远离开纽约（i'M Leaving NYC Forever..）”的影片中宣布，他将离开纽约，前往洛杉矶与家人团聚。
2020年6月4日，凯西发布了一段名为“Black Lives Matter到底在抗议什么”的影片，他解释了自己对Black Lives Matter运动以及最近警察杀害布伦娜·泰勒和乔治·弗洛伊德的感受，并表示自己积极参与了抗议活动。